# Marian Dłużniewski
Marian Dłużniewski (17 września 1929 w miejscowości Grzymały, zm. 12 października 2013) – szopkarz krakowski, z zawodu ślusarz i zegarmistrz. W konkursie szopek krakowskich brał udział od 1969 roku. Specjalizował się w szopkach małych i średnich. Autor ok. 40 szopek konkursowych i ok. 50 na zamówienie. Laureat pierwszej nagrody w latach 1992, 1993 i 1999. W 2009 roku uhonorowany przez jury konkursu nagrodą specjalną im. Zofii i Romana Reinfussów. Jego prace znajdują się w kolekcjach Muzeum Historycznego Miasta Krakowa oraz Muzeum Etnograficznego w Krakowie, a także w zbiorach zagranicznych we Francji, Szwajcarii, Chile, Kanadzie, Niemczech czy na Hawajach. W 2013 ostatnią szopkę Mariana Dłużniewskiego na 71. Konkursie Szopek Krakowskich zaprezentowała wnuczka Marzena Krawczyk, szopka otrzymała I nagrodę w kategorii szopek małych.
Pochowany na cmenrarzu Rakowickim.